# Odwet (serial telewizyjny)
Odwet (ang. Get Even) – brytyjski serial kryminalny, który miał premierę na BBC iPlayer 15 lutego 2020, natomiast na Netflixie pojawił się 31 lipca 2020. Serial powstał na podstawie książki o tym samym tytule autorstwa Gretchen McNeil.

## Fabuła
Cztery uczennice prywatnej szkoły, z pozoru różne od siebie – Kitty, Margot, Bree i Olivia łączą siły, by wymierzyć sprawiedliwość szkolnym prześladowcom, jednak ich plany zostają pokrzyżowane, gdy zostają oskarżone o coś, czego nie zrobiły.

## Obsada
- Kim Adis jako Kitty Wei
- Mia McKenna-Bruce jako Bree Deringer
- Bethany Antonia jako Margot Rivers
- Jessica Alexander jako Olivia Hayes
- Joe Flynn jako Ronny Kent
- Emily Carey jako Mika Cavanaugh
- Kit Clarke jako Logan
- Jake Dunn jako Christopher Beeman
- Joe Ashman jako Rex Cavanaugh